# Cyamella
 (octobre 2016).
Si vous disposez d'ouvrages ou d'articles de référence ou si vous connaissez des sites web de qualité traitant du thème abordé ici, merci de compléter l'article en donnant les références utiles à sa vérifiabilité et en les liant à la section « Notes et références ».
La cyamella  est un os sésamoïde du genou inconstant  siégeant au niveau des tendons de terminaison des muscles ischio-jambiers, à l'arrière de l'articulation du genou, près du départ des deux chefs d'origine du muscle gastrocnémien.
La cyamella permettrait de protéger les tendons vis-à-vis des contraintes et frottements exercés lors des mouvements de flexion/extension rapides (comme pour échapper à un prédateur...).
On estime qu'environ 10 % des individus présentent ce vestige de l'évolution, notamment chez certains mammifères, et qui n'a rien du tout de pathologique. Chez l'Homme ces os sésamoïdes auraient disparu du fait des mouvements relativement lents de cette articulation.